# فدون پاپامیکائیل
فدون پاپامیکائیل (به یونانی: Φαίδων Παπαμιχαήλ؛ زادهٔ فوریهٔ ۱۹۶۲) کارگردان و فیلم‌بردار اهل یونان است.
وی همکاری های متعددی با کارگردانانی همچون جیمز منگولد، گور وربینسکی، الکساندر پین، برد سیلبرلینگ و جان ترتلتاب داشته‌است.

## فیلم‌شناسی
| سال  | نام                           | کارگردان             | سِمَت       |
| ۱۹۸۹ | راهی برای فرار نیست           | کارل فرانکلین        | فیلم‌بردار |
| ۱۹۹۰ | دعا برای رولربویز             | ریک کینگ             | فیلم‌بردار |
| ۱۹۹۰ | خیابان‌ها                      | کیت شیا              | فیلم‌بردار |
| ۱۹۹۲ | پیچک سمی                      | کیت شیا              | فیلم‌بردار |
| ۱۹۹۳ | رقابت سرد                     | جان ترتلتاب          | فیلم‌بردار |
| ۱۹۹۵ | وقتی خواب بودی                | جان ترتلتاب          | فیلم‌بردار |
| ۱۹۹۶ | پدیده                         | جان ترتلتاب          | فیلم‌بردار |
| ۱۹۹۶ | قلاب ستاره‌ها را باز کنید      | نیک کاساوتیس         | فیلم‌بردار |
| ۱۹۹۷ | شکار موش                      | گور وربینسکی         | فیلم‌بردار |
| ۱۹۹۷ | ملخ ها                        | جان پاتریک کلی       | فیلم‌بردار |
| ۱۹۹۸ | پچ آدامز                      | تام شادیاک           | فیلم‌بردار |
| ۲۰۰۱ | هتل میلیون‌دلاری               | ویم وندرس            | فیلم‌بردار |
| ۲۰۰۱ | دلبران آمریکا                 | جو راث               | فیلم‌بردار |
| ۲۰۰۲ | مسیر مهتابی                   | برد سیلبرلینگ        | فیلم‌بردار |
| ۲۰۰۳ | هویت                          | جیمز منگولد          | فیلم‌بردار |
| ۲۰۰۴ | راه‌های فرعی                   | الکساندر پین         | فیلم‌بردار |
| ۲۰۰۵ | هواشناس                       | گور وربینسکی         | فیلم‌بردار |
| ۲۰۰۵ | سربه‌راه باش                   | جیمز منگولد          | فیلم‌بردار |
| ۲۰۰۶ | در جستجوی خوشبختی             | گابریل موچینو        | فیلم‌بردار |
| ۲۰۰۶ | ۱۰ مورد یا کمتر               | برد سیلبرلینگ        | فیلم‌بردار |
| ۲۰۰۷ | ۳:۱۰ به یوما                  | جیمز منگولد          | فیلم‌بردار |
| ۲۰۰۸ | دبلیو                         | الیور استون          | فیلم‌بردار |
| ۲۰۱۰ | شوالیه و روز                  | جیمز منگولد          | فیلم‌بردار |
| ۲۰۱۱ | نیمه ماه مارس                 | جورج کلونی           | فیلم‌بردار |
| ۲۰۱۱ | زادگان                        | الکساندر پین         | فیلم‌بردار |
| ۲۰۱۲ | این است ۴۰                    | جاد اپتاو            | فیلم‌بردار |
| ۲۰۱۳ | نبراسکا                       | الکساندر پین         | فیلم‌بردار |
| ۲۰۱۴ | مردان آثار ماندگار            | جرج کلونی            | فیلم‌بردار |
| ۲۰۱۶ | شکارچی: جنگ زمستان            | سدریک نیکولاس-ترویان | فیلم‌بردار |
| ۲۰۱۷ | کوچک سازی                     | الکساندر پین         | فیلم‌بردار |
| ۲۰۱۹ | فورد در برابر فراری           | جیمز منگولد          | فیلم‌بردار |
| ۲۰۲۰ | دادگاه شیکاگو هفت             | آرون سورکین          | فیلم‌بردار |
| ۲۰۲۳ | ایندیانا جونز و گردانه سرنوشت | جیمز منگولد          | فیلم‌بردار |
| ۲۰۲۴ | یک ناشناخته کامل              | جیمز منگولد          | فیلم‌بردار |
| ---- | ----------------------------- | -------------------- | --------- |